# دث‌راک
دث‌راک (انگلیسی: Deathrock) یا دث راک (انگلیسی: Death rock) یک زیرژانر موسیقی راک است که عناصر ترسناک و تئاتری گوتیک را در خود جای داده است. از پانک راک در ساحل غربی ایالات متحده در اوایل دهه ۱۹۸۰ پدیدار شد و با سبک‌های گوتیک راک و هارر پانک همپوشانی دارد.